# Sami Vänskä
Sami Vänskä (1976. szeptember 26.) a finn metalegyüttes, a Nightwish  exbasszusgitárosa.

## Pályafutása
A basszusgitározást magántanulóként kezdte. Mielőtt csatlakozott volna a Nightwish-hez, néhány kevésbé ismert metal stílusú bandában játszott. Így Tuomas Holopainenhez hasonlóan például a Nattvidens Grat-ban is megfordult. A Nightwish tagjaként közreműködött az együttes második stúdióalbumának, az Oceanborn-nak az elkészítésében. Később átütő sikerük volt a Wishmaster albummal. 
Ezt követően Tuomas megkérte a banda menedzserét, Ewo Rytkonen-t, hogy távolítsa el Sami-t az együttesből, melynek indokaként eltérő zenei gondolkodásukat jelölte meg. Így Samit nemsokára a Sinergy korábbi basszusgitárosa, Marco Hietala váltotta a zenekarban. Vänskä a Root Remedy jazz-zenekarban játszott miután elhagyta a Nightwish-t. Néhány évvel később Tuomas és Sami ismét barátok lettek, habár Sami soha nem ment vissza a Nightwish-hez.

### Felszerelése
- Warwick Corvette és Stryker
- Fehér spector